# Camrose
Camrose è una cittadina del Canada, situata nella provincia dell'Alberta e nella Divisione No. 10. 
Si trova a circa 90 km a sud-est di Edmonton.